# Christopher Ngcukana
Christopher „Columbus“ Ngcukana (* 1927; † 1993) war ein südafrikanischer Jazzmusiker (Tenor- und Baritonsaxophon, Trompete, Komposition) und Bandleader. Er gilt als „einer der legendären Saxophonisten Südafrikas“.
Ngcukana leitete in den 1950er Jahren eigene Bands und unterrichtete unter anderem Cups Nkanuka, der zuvor nur als Sänger aktiv war, auf dem Saxophon. Auch spielte er in diversen Big Bands, etwa 1963 der Castle Lager Big Band von Chris McGregor, deren Aufnahmen immer wieder aufgelegt wurden. Die Komposition „Mra“, die international durch Hugh Masekela, Dudu Pukwana und Chris McGregor bekannt wurde und ihm von Hugh Masekela zugeschrieben wurde, enthält einige seiner Riffs. Mra war auch einer seiner Spitznamen; ein anderer war Columbus oder „Collie“, wohl weil er neue Klänge auf dem Saxophon entdeckte (so Basil Coetzee).
Seine Söhne Ezra, Duke und Fitzroy Ngcukana sind als Musiker aktiv.